# Hermes (Oise)
Hermes és un municipi francès, situat al departament de l'Oise i a la regió dels Alts de França. L'any 2007 tenia 2.440 habitants.

## Economia
El 2007 la població en edat de treballar era de 1.593 persones, 1.184 eren actives i 409 eren inactives. De les 1.184 persones actives 1.032 estaven ocupades (586 homes i 446 dones) i 151 estaven aturades (70 homes i 81 dones). De les 409 persones inactives 146 estaven jubilades, 133 estaven estudiant i 130 estaven classificades com a «altres inactius».

### Ingressos
El 2009 a Hermes hi havia 941 unitats fiscals que integraven 2.557,5 persones, la mediana anual d'ingressos fiscals per persona era de 17.736 €.

### Activitats econòmiques
Dels 93 establiments que hi havia el 2007, 1 era d'una empresa extractiva, 3 d'empreses alimentàries, 3 d'empreses de fabricació de material elèctric, 9 d'empreses de fabricació d'altres productes industrials, 24 d'empreses de construcció, 13 d'empreses de comerç i reparació d'automòbils, 3 d'empreses de transport, 11 d'empreses d'hostatgeria i restauració, 1 d'una empresa d'informació i comunicació, 1 d'una empresa financera, 1 d'una empresa immobiliària, 10 d'empreses de serveis, 8 d'entitats de l'administració pública i 5 d'empreses classificades com a «altres activitats de serveis».
Dels 29 establiments de servei als particulars que hi havia el 2009, 1 era una oficina de correu, 2 tallers de reparació d'automòbils i de material agrícola, 1 autoescola, 3 paletes, 1 guixaire pintor, 3 fusteries, 6 lampisteries, 4 electricistes, 1 empresa de construcció, 3 perruqueries, 3 restaurants i 1 saló de bellesa.
Dels 7 establiments comercials que hi havia el 2009, 1 era un hipermercat, 1 una botiga de menys de 120 m², 2 carnisseries, 1 una botiga d'electrodomèstics i 2 floristeries.
L'any 2000 a Hermes hi havia 5 explotacions agrícoles.

## Demografia

### Població
El 2007 la població de fet d'Hermes era de 2.440 persones. Hi havia 915 famílies de les quals 204 eren unipersonals (88 homes vivint sols i 116 dones vivint soles), 273 parelles sense fills, 346 parelles amb fills i 92 famílies monoparentals amb fills.
La població ha evolucionat segons el següent gràfic:
Habitants censats

### Habitatges
El 2007 hi havia 996 habitatges, 926 eren l'habitatge principal de la família, 21 eren segones residències i 49 estaven desocupats. 816 eren cases i 163 eren apartaments. Dels 926 habitatges principals, 567 estaven ocupats pels seus propietaris, 336 estaven llogats i ocupats pels llogaters i 23 estaven cedits a títol gratuït; 20 tenien una cambra, 88 en tenien dues, 196 en tenien tres, 287 en tenien quatre i 334 en tenien cinc o més. 692 habitatges disposaven pel capbaix d'una plaça de pàrquing. A 417 habitatges hi havia un automòbil i a 395 n'hi havia dos o més.

### Piràmide de població
La piràmide de població per edats i sexe el 2009 era:
| Homes | Edats   | Dones |
| ----- | ------- | ----- |
| 0     | 95 o +  | 0     |
| 8     | 90 a 94 | 4     |
| 0     | 85 a 89 | 20    |
| 12    | 80 a 84 | 12    |
| 8     | 75 a 79 | 36    |
| 36    | 70 a 74 | 24    |
| 36    | 65 a 69 | 36    |
| 72    | 60 a 64 | 60    |
| 44    | 55 a 59 | 68    |
| 56    | 50 a 54 | 56    |
| 88    | 45 a 49 | 100   |
| 76    | 40 a 44 | 72    |
| 112   | 35 a 39 | 92    |
| 88    | 30 a 34 | 96    |
| 68    | 25 a 29 | 104   |
| 60    | 20 a 24 | 80    |
| 60    | 15 a 19 | 56    |
| 92    | 10 a 14 | 92    |
| 104   | 5 a 9   | 84    |
| 88    | 0 a 4   | 88    |

## Equipaments sanitaris i escolars
Els 2 equipaments sanitaris que hi havia el 2009 eren farmàcies.
El 2009 hi havia 1 escola maternal i 2 escoles elementals.

## Poblacions més properes
El següent diagrama mostra les poblacions més properes.